# Alstonia szkolna
Alstonia szkolna (Alstonia scholaris) – gatunek roślin z rodziny toinowatych. Występuje w Azji od Chin i Indii na południe i wschód, także w Australii i Nowej Gwinei. Rośnie do rzędnej 1000 m n.p.m. w lasach mieszanych i w zadrzewieniach wiejskich. Wykorzystywana jest jako roślina lecznicza – stosowana przy bólach głowy, grypie i chorobach układu oddechowego. Dawniej bardzo lekkie drewno tego gatunku służyło do wyrobu tabliczek szkolnych. Wciąż wykorzystywane jest także do wyrobu trumien.

## Morfologia

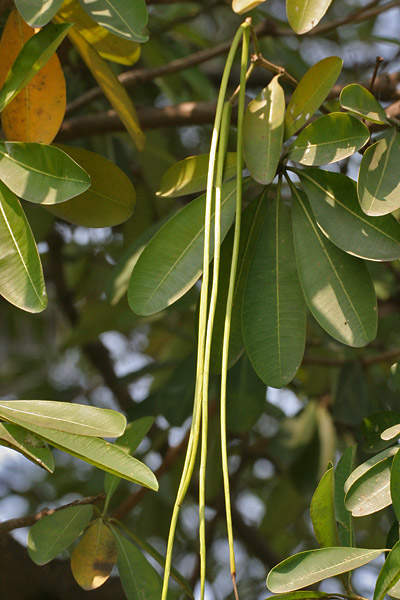
Owoce i liście

PokrójDrzewo osiągające do 40 m wysokości, o pędach nagich i korze szarej.
LiścieZebrane w okółkach po 3–10. Osadzone na ogonkach długości 1–3 cm. Blaszka liściowa wąsko jajowata do wąsko łopatkowatej, długości 7-28 cm i szerokości 2-11 cm, skórzasta, o nasadzie zbiegającej i wierzchołku zaokrąglonym.
KwiatyZebrane w gęstych wierzchotkach o omszonych szypułach. Kwiaty na krótkich szypułkach długości kielicha. Korona kwiatu biała, o rurce długości 6–10 mm, z wolnymi końcami płatków o długości 2–4,5 mm o kształcie jajowatym i szerokojajowatym. Zalążnie okazałe, omszone.
OwoceDługie i równowąskie mieszki zawierające podługowate nasiona.